# Flügenspitz
Flügenspitz är en bergstopp i Schweiz.   Den ligger i distriktet Wahlkreis See-Gaster och kantonen Sankt Gallen, i den östra delen av landet, 130 km öster om huvudstaden Bern. Toppen på Flügenspitz är 1 740 meter över havet, eller 29 meter över den omgivande terrängen. Bredden vid basen är 0,11 km.
Terrängen runt Flügenspitz är bergig söderut, men norrut är den kuperad. Runt Flügenspitz är det ganska glesbefolkat, med 27 invånare per kvadratkilometer.. Närmaste större samhälle är Schänis, 6,5 km väster om Flügenspitz. 
Omgivningarna runt Flügenspitz är en mosaik av jordbruksmark och naturlig växtlighet.